# Cuaba Anzoji
Cuaba Anzoji, também grafada como Kiwaba Nzoji, é uma cidade e município da província de Malanje, em Angola, com uma população de 13651 habitantes (2014).
É limitado a norte pelo município de Caombo, a leste pelos municípios de Cambo Suinginge, Quela e Muquixe, a sul pelos municípios de Muquixe, Angola-Luíje e Calandula, e a oeste pelo município de Calandula.
O município é constituído pela comuna-sede, correspondente à cidade de Cuaba Anzoji, e pela comuna de Mufuma.